# تل فخار
تل فخار قرية سورية تتبع ناحية أبو الظهور في منطقة مركز إدلب في محافظة إدلب. بلغ عدد سكانها 1017 نسمة في عام 2004 حسب إحصاء المكتب المركزي للإحصاء.